# Purple Haze
Purple Haze (укр. Фіолетовий серпанок) — пісня, яку написав Джимі Гендрікс, а гурт The Jimi Hendrix Experience випустив її своїм другим синглом 17 березня 1967 року. Цей сингл вони поставили першим треком на своєму дебютному альбомі Are You Experienced, і він увійшов до хіт-парадів у багатьох країнах. З цієї пісні багато слухачів уперше познайомились зі звучанням психоделічного року Гендрікса.
Пісня містить гітарне соло, яке складається з так званого акорду Гендрікса, а також поєднання блюзу та східних модальностей[⇨]. Через неоднозначність тексту пісні її часто трактують як відтворення психоделічного досвіду автора, хоча Гендрікс характеризував її як пісню про кохання[⇨].
Сингл досяг 3-го місця в чарті Великої Британії і 65-го місця в Billboard Hot 100 у США[⇨]. У березні 2005 року журнал Q поставив Purple Haze на 1-ше місце в списку 100 найкращих гітарних треків. Журнал Rolling Stone помістив пісню на 17-те місце в списку 500 найкращих пісень усіх часів і на 2-ге в списку 100 найкращих гітарних пісень усіх часів. 2000 року пісня була включена до Залу слави премії «Греммі».

## Передумови та запис
5 січня 1967 року перший сингл гурту The Jimi Hendrix Experience «Hey Joe» із композицією «Stone Free» на стороні Б досяг шостого місця в чарті Великої Британії. «Hey Joe» не була авторською композицією Гендрікса — її написав Біллі Робертс і декілька інших гуртів записали цю пісню до появи The Jimi Hendrix Experience. Гендрікс зауважив: «Цей запис — це не ми. Наступний буде іншим. Ми працюємо над LP, який переважно буде нашим матеріалом». Згодом група записала кілька демо-версій оригінального матеріалу в студіях в Лондоні, серед них були пісні «Can You See Me», «Foxy Lady», «Third Stone from the Sun», «Red House» та «Remember». У середині грудня продюсер Чес Чендлер почув, як Гендрікс грає пісню з новим гітарним рифом: «Я чув, як він грав її у квартирі… Я сказав йому продовжувати працювати над нею, кажучи: „ Це наступний сингл!“». Чендлер стверджував, що після ще одного заклику Гендрікс написав решту «Purple Haze» у вбиральні лондонського клубу вдень 26 грудня 1966 року перед концертом. У кількох інтерв'ю Гендрікс говорив про написання пісні, але не згадував, де чи коли він її написав.
The Jimi Hendrix Experience почали записувати «Purple Haze» 11 січня 1967 року в студії De Lane Lea Studios в Лондоні. За словами барабанщика Мітча Мітчелла, він і басист Ноель Реддінг вивчили пісню в студії. За спогадами учасників гурту, остаточна версія пісні була записана на третій раз. Основний трек був записаний за чотири години, за словами Чендлера. Технологія багатоканального запису дозволила інженерам записувати й зводити додаткові партії для майстер-копії. Після закінчення запису базового треку, Чендлер пояснив, що він і Гендрікс і далі працювали над піснею:

| Ми з Гендріксом були в пошуку потрібного звучання і постійно поверталися [в студію], щоразу сиділи по дві години і намагалися досягти його. Не те, щоб ми були там цілими днями. Ми записували її [пісню], а потім, бувало сиділи з Гендріксом вдома, і раптом хтось казав: "Спробуймо ще й отак [інакше]". Тоді ми знову поверталися до студії на годину-дві. Ось як воно тоді було. Ми винаймали студію стільки часу, скільки нам було потрібно, щоб записати якийсь певний задум. Постійно: на вхід — на вихід [зі студії].Оригінальний текст (англ.) Hendrix and I were striving for a sound and just kept going back in [to the studio], two hours at a time, trying to achieve it. It wasn't like we were there for days on end. We recorded it, and then Hendrix and I would be sitting at home saying, 'Let's try that.' Then we would go in for an hour or two. That's how it was in those days. However long it took to record one specific idea, that's how long we would book. We kept going in and out. |
Реддінг і Мітчелл не були включені в процес, тому що Чендлер вважав, що йому і Гендріксу було ефективніше робити це наодинці. Для отримання кращої якості запису Чендлер взяв чотирьох-трекову стрічку, записану на De Lane Lea до Olympic Studios для овердаббінгу (попри те, що Гендрікс працював із восьми-трековим записом у США, він ще не був доступний у Великій Британії). На Olympic Studios їм було призначено Едді Крамера, який як звукорежисер відіграв важливу роль у наступних записах Гендрікса. Гендрікс додав нові вокальні та гітарні частини між 3 та 8 лютого 1967 року. На відміну від традиційних прийомів, що використовувалися The Jimi Hendrix Experience для запису попередніх пісень, Чендлер вирішив випробувати нові ефекти та звуки для Purple Haze. Він посилював фонові звуки, відтворюючи їх через навушники, які переміщалися навколо мікрофона для запису, створюючи «дивне відлуння». Чендлер також використовував панорамування, щоб створити нові ефекти. На гітарному соло представлено перше використання блоку ефектів Octavia. Інженер з акустики та електроніки Роджер Майер розробив пристрій з вхідними даними від Гендрікса, що подвоює частоту передачі звуку, по суті додаючи верхню октаву.

## Текст та інтерпретація
В інтерв'ю Гендрікс зазвичай давав різні відповіді щодо значення тексту пісні. Біограф Гаррі Шапіро вказує, що Purple Haze, найімовірніше, це «попурі ідей», які розвивалися у Гендрікса з часом. Як любитель наукової фантастики, він часто застосовував її образ у своїх текстах. Гендрікс прочитав «Ніч світла», роман Філіпа Хосе Фармера 1966 року, який був набагато розширеною версією новели, опублікованої в 1957 році. У сюжеті, який розгортається на далекій планеті, сонячні плями створюють «пурпурний серпанок», який дезорієнтує мешканців. Рання рукописна чернетка Гендрікса під назвою «Фіолетовий серпанок — Ісус рятує» використовує сон — як зображення, де відчуття напрямку та часу спотворене. В інтерв'ю 28 січня 1967 року, перш ніж пісня була виконана, Гендрікса запитали, як він пише пісні; він відповів: «Я бачу багато снів, і я перетворюю їх на пісні. Я написав пісню „First Look Around the Corner“, і ще одну „The Purple Haze“, де йдеться про сон, у якому я гуляю по дну моря». Пізніше він висловив розчарування, що не зміг більш повно розвинути свої ідеї для пісні:

| Ви знаєте пісню, яку ми назвали «Purple Haze»? [Вона] мала близько т́исячі, т́исячі слів... У мене вся вона вже була записана. Йшлося про подорож вглиб цієї землі. Цієї міфічної... бо саме це мені й подобається робити – писати багато міфічних сцен. Знаєте, як-от історія війн на Нептуні.Оригінальний текст (англ.) You know the song we had named 'Purple Haze'? [It] had about a thousand, thousand words ... I had it all written out. It was about going through, through this land. This mythical ... because that's what I like to do is write a lot of mythical scenes. You know, like the history of the wars on Neptune. |
У Залі слави рок-н-ролу, серед експонатів є зім'ятий аркуш жовтого паперу з чернеткою оригінальної ідеї Гендрікса, який не містить жодного тексту, використаного у пісні The Jimi Hendrix Experience. Чендлер визнав, що на ранніх стадіях він допомагав Гендріксу формувати пісні та тексти середньої довжини радіо-композицій. Біограф Кіт Шедвік коментує, що хоча значна частина складності, можливо, була принесена в жертву, це призвело до того, що вірші, які є «простими, концентрованими та вражаючими».
Після випуску синглу Гендрікс запропонував ще одне пояснення: «Йому [ліричному героєві пісні] так подобається ця дівчина, що він не знає, в якому [стані] він знаходиться, розумієте. Якесь запаморочення, гадаю. Ось про що пісня». Це спирається на досвід, який Гендрікс мав ще в Нью-Йорку, де він відчував, що дівчина намагається використати ляльку вуду, щоб зловити його. Шапіро вважає, що це відображено у перших двох рядках другого куплету.
Шанувальники та преса трактують пісню як посилання на психоделічний досвід Гендрікса через такі рядки, як «фіолетовий серпанок у моєму мозку» та «вибач мене, поки я цілую небо». Однак Гендрікс та близькі йому ніколи не обговорювали будь-якого зв'язку між психоделічними наркотиками та піснею, хоча Шапіро зізнається, що на той час це було б «професійним самогубством». Чендлер, який стверджував, що він був присутній, коли Гендрікс писав пісню, пізніше спростував припущення про те, що Гендрікс це робив, перебуваючи під впливом психоделіки. Коментуючи тексти пісень, Шедвік робить висновок: «музиці [було дозволено] розповісти більшу історію. Їх [тексти пісень] можна було б інтерпретувати на смак слухача». На концертах Гендрікс іноді замінював тексти пісень для комічного ефекту.

## Композиція
Починаючи з дисонансного розкриття та використання дисторшну, стиль гри Гендрікса «сприяв брудним, металевим звукам», що звучать у пісні, за словами Шапіро. Вступ складається з мелодійного інтервалу тритону. Історично цей дисонансний інтервал називають diabolus in musica (буквально «Чорт у музиці»), який, як відомо, пропагувався папською буллою під час іспанської інквізиції, тому що «грати це було так, як дзвонити у дверий дзвінок сатани». Цей акорд звучить, коли Гендрікс грає на гітарі акорд B♭, а Реддінг E на басі, що продовжується відповідною октавою.
Після рифу починаються куплети, які Шедвік характеризує як «саму простоту, що складається лише з трьох акордів»: E7♯9, G та A. E7♯9, або домінантсептакорд з підвищеним ♯9 ступенем, гітаристи називають «акордом Гендрікса». Він використовувався переважно в ритм-енд-блюзі та джазі, перш ніж Гендрікс допоміг популяризувати його. Гендрікс також використовував нетрадиційну техніку розташування пальців для акордів G і A. Замість звичайного баре акорду G (G — B — G — B — D — G) іноді відтворювався G5 (G — X — G — G — D — G) разом з акордом B із заміненою п'ятою струною на відкриту третю.
Шедвік описує соло, як таке, що «приходить як щось визвольне, а не подальше розпалення атмосфери». Вайтхілл так описує соло: «Звучить майже так, ніби він грає блюз раґа. Спочатку він грає в міксолідійському ладі, а потім переходить у блюз. Octavia має ефект ситари, ніби Раві Шанкар зустрівся з Б. Б. Кінгом». Під час закінчення пісні, частина гітарої мелодії, записана зі швидкістю 7½ дюймів за секунду, відтворюється зі швидкістю 15 дюймів за секунду та поєднується з Octavia, що ще більше розширює верхній діапазон гітари. Гендерсон описує це як «незвичний пронизливий тон, який вилітає, східне звучання виходить за межі гітари» і, за словами Шедвіка, «створює враження, що ноти гітари відлітають в етер».

## Чарти та випуск

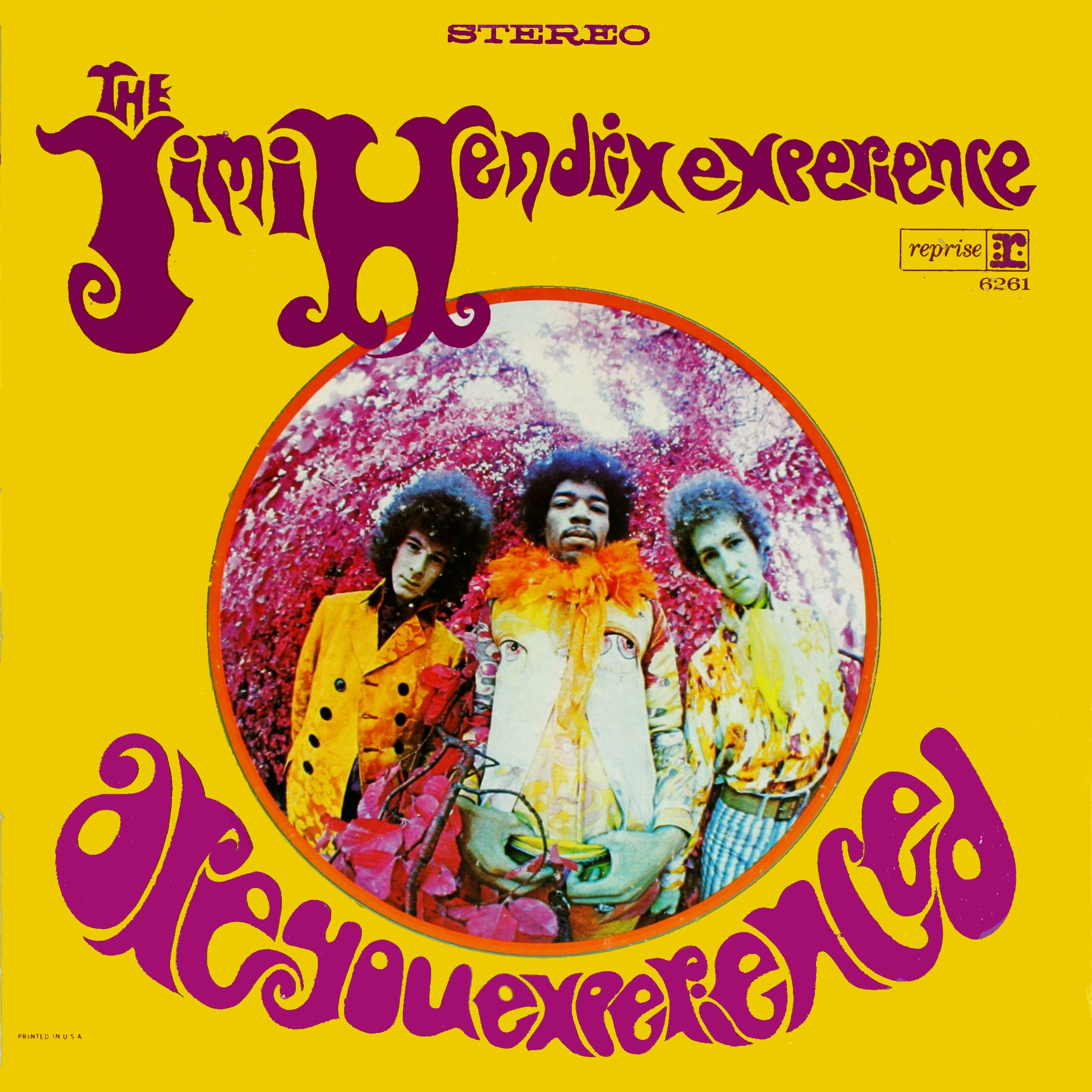
Обкладинка американського видання Are You Experienced 1967 року. Пісня Purple Haze відкриває цей альбом.

17 березня 1967 року Purple Haze вийшла у Великій Британії як другий сингл на лейблі Track Records. Іншу композицію Гендрікса, 51st Anniversary помістили на стороні Б. Пол Маккартні, який був раннім прихильником Гендрікса, перед випуском розмістив схвальну рецензію на пісню у журналі Melody Maker. Сингл увійшов до чартів під номером 39 на Record Mirror та під номером 43 на Melody Maker. Він досяг свого максимуму на третій позиції у і провів 14 тижнів у UK Singles Chart. Протягом березня 1967 року для просування пісні було використано декілька виступів Purple Haze, які використовувались для телевізійних програм, таких як Beat-Club, Dee Time та Top of the Pops. Виступи у прямому ефірі транслювались на німецькому NDR, а також у програмі Saturday Club на BBC Radio.
Американський сингл на Reprise Records поєднали з піснею The Wind Cries Mary і він вийшов 19 червня 1967 року, наступного дня після виступу The Jimi Hendrix Experience на Фестивалі в Монтреї. Сингл 26 серпня увійшов до поп-чарту Billboard Hot 100, де провів вісім тижнів і досяг 65-го місця. Purple Haze ввійшов як вступний трек на американський реліз альбому Are You Experienced 23 серпня 1967 року. Через активну ротацію на андерграундних радіостанціях, альбом став популярнішим, ніж сингли Гендрікса.
Одна з найпопулярніших пісень Гендрікса Purple Haze з'являється на численних збірниках таких як: Smash Hits, The Essential Jimi Hendrix, The Singles Album, Kiss the Sky, Cornerstones: 1967—1970, The Ultimate Experience, Hendrix Experience: The Best of Jimi Hendrix, Voodoo Child: The Jimi Hendrix Collection та The Singles Collection. Альтернативна версія, записана в той самий час, але з різними голосовими і гітарними овердаббами, є першою піснею у наборі The Jimi Hendrix Experience 2000. Вийшли живі записи Purple Haze у виконанні різних музикантів разом з Гендріксом. До них належать Live at Monterey (The Jimi Hendrix Experience), Live at Woodstock (Gypsy Sun and Rainbows), Live at Fillmore East (Band of Gypsys) та Live at Berkeley (гастрольна група Cry of Love). Додаткові живі записи разом з The Jimi Hendrix Experience з'являються на альбомі Winterland (№ 49 у чарті Billboard 200 у 2011 році) та Miami Pop Festival (№ 39 у чарті Billboard 200 у 2013 році).
| Чарт (1967)                        | Найвища позиція |
| ---------------------------------- | --------------- |
| Австралія (ARIA)                   | 7               |
| Німеччина (Media Control AG)       | 17              |
| Нідерланди (Mega Single Top 100)   | 11              |
| Норвегія (VG-lista)                | 7               |
| Велика Британія (UK Singles Chart) | 3               |
| США (Billboard Hot 100)            | 65              |

## Визнання та вплив
У березні 2005 року журнал Q поставив Purple Haze на 1-е місце в списку 100 найкращих гітарних треків. Журнал Rolling Stone розмістив пісню під номером два у списку «100 найкращих гітарних пісень усіх часів» та зазначив, що пісня «відкрила нову гітарну мову, заряджену духовним голодом, та можливість поезії в електриці та студійних технологіях». Композиція також фігурує під номером 17 у списку журналу «500 найкращих пісень усіх часів», із коментарем, що «вона запустила не одну, а дві революції: психоделію кінця 60-х років та небаченого генія Джимі Гендрікса». Автор та музичний критик Дейв Марш назвав її «дебютним синглом ери рок альбомів». 1995 року Purple Haze була включена у Залу слави рок-н-ролу як «одна із 500 пісень, які формували рок-н-рол». National Public Radio заніс пісню до списку «100 найважливіших американських музичних творів 20 століття» у 2000 році. Також у 2000 році пісня була включена у Зал слави премії «Греммі».
Багато музикантів записали свої кавер-версії композиції, що робить її однією з найпопулярніших пісень Гендрікса. Dion DiMucci включив акустичну версію у свій альбом «Dion» у 1968 році. Вийшовши як сингл 1969 року, Purple Haze з'явився під номером 63 на «Billboard Hot 100», що було на дві позиції вище, ніж сингл Гендрікса в 1967 році. Пісня Purple Haze, яку виконав гурт The Cure, ввійшла до альбому Stone Free: A Tribute to Jimi Hendrix у 1993 році. Їхня версія досягла другого місця в чарті Billboard Modern Rock Tracks. Свої версії пісні у різний час виконували Mahogany Rush, Winger, Дуг Сем, Френк Заппа, Мелані Сафка, Tangerine Dream, Пол Роджерс і Оззі Осборн. Purple Haze також привернув значну увагу класичних музикантів. Ансамбль мистецтв «Меридіан», Струнний квартет «Хемптон» та Найджел Кеннеді записали свої інтерпретації, а «Кронос-квартет» часто грає цю пісню на біс.